# Lista di asteroidi (61001-62000)
Di seguito una lista di asteroidi dal numero 61001 al 62000 con data di scoperta e scopritore.

## 61001-61100
| Nome           | Designazione provvisoria | Data di scoperta | Scopritore   |
| -------------- | ------------------------ | ---------------- | ------------ |
| 61001 -        | 2000 KJ31                | 28 maggio 2000   | LINEAR       |
| 61002 -        | 2000 KS32                | 28 maggio 2000   | LINEAR       |
| 61003 -        | 2000 KU32                | 28 maggio 2000   | LINEAR       |
| 61004 -        | 2000 KH33                | 28 maggio 2000   | LINEAR       |
| 61005 -        | 2000 KA35                | 27 maggio 2000   | LINEAR       |
| 61006 -        | 2000 KR35                | 27 maggio 2000   | LINEAR       |
| 61007 -        | 2000 KV35                | 27 maggio 2000   | LINEAR       |
| 61008 -        | 2000 KE36                | 27 maggio 2000   | LINEAR       |
| 61009 -        | 2000 KH36                | 27 maggio 2000   | LINEAR       |
| 61010 -        | 2000 KR36                | 28 maggio 2000   | LINEAR       |
| 61011 -        | 2000 KJ40                | 26 maggio 2000   | Spacewatch   |
| 61012 -        | 2000 KP41                | 27 maggio 2000   | LINEAR       |
| 61013 -        | 2000 KR41                | 27 maggio 2000   | LINEAR       |
| 61014 -        | 2000 KV41                | 27 maggio 2000   | LINEAR       |
| 61015 -        | 2000 KJ42                | 28 maggio 2000   | LINEAR       |
| 61016 -        | 2000 KT42                | 25 maggio 2000   | Spacewatch   |
| 61017 -        | 2000 KX42                | 25 maggio 2000   | Spacewatch   |
| 61018 -        | 2000 KA46                | 30 maggio 2000   | Spacewatch   |
| 61019 -        | 2000 KU46                | 27 maggio 2000   | LINEAR       |
| 61020 -        | 2000 KC47                | 27 maggio 2000   | LINEAR       |
| 61021 -        | 2000 KS49                | 30 maggio 2000   | Spacewatch   |
| 61022 -        | 2000 KY49                | 30 maggio 2000   | Spacewatch   |
| 61023 -        | 2000 KV50                | 28 maggio 2000   | LINEAR       |
| 61024 -        | 2000 KJ52                | 23 maggio 2000   | LONEOS       |
| 61025 -        | 2000 KU52                | 25 maggio 2000   | LONEOS       |
| 61026 -        | 2000 KG53                | 28 maggio 2000   | LINEAR       |
| 61027 -        | 2000 KP53                | 29 maggio 2000   | LINEAR       |
| 61028 -        | 2000 KR53                | 29 maggio 2000   | LINEAR       |
| 61029 -        | 2000 KG55                | 27 maggio 2000   | LINEAR       |
| 61030 -        | 2000 KN55                | 27 maggio 2000   | LINEAR       |
| 61031 -        | 2000 KQ55                | 27 maggio 2000   | LINEAR       |
| 61032 -        | 2000 KC56                | 27 maggio 2000   | LINEAR       |
| 61033 -        | 2000 KG56                | 27 maggio 2000   | LINEAR       |
| 61034 -        | 2000 KX56                | 27 maggio 2000   | LINEAR       |
| 61035 -        | 2000 KN57                | 24 maggio 2000   | Spacewatch   |
| 61036 -        | 2000 KC59                | 24 maggio 2000   | Spacewatch   |
| 61037 -        | 2000 KG59                | 24 maggio 2000   | Spacewatch   |
| 61038 -        | 2000 KU59                | 25 maggio 2000   | LONEOS       |
| 61039 -        | 2000 KW59                | 25 maggio 2000   | LONEOS       |
| 61040 -        | 2000 KQ60                | 25 maggio 2000   | LONEOS       |
| 61041 -        | 2000 KR60                | 25 maggio 2000   | LONEOS       |
| 61042 Noviello | 2000 KB61                | 25 maggio 2000   | LONEOS       |
| 61043 -        | 2000 KJ61                | 25 maggio 2000   | LONEOS       |
| 61044 -        | 2000 KT62                | 26 maggio 2000   | LONEOS       |
| 61045 -        | 2000 KU62                | 26 maggio 2000   | LONEOS       |
| 61046 -        | 2000 KB63                | 26 maggio 2000   | LONEOS       |
| 61047 -        | 2000 KJ63                | 26 maggio 2000   | LONEOS       |
| 61048 -        | 2000 KV63                | 26 maggio 2000   | LONEOS       |
| 61049 -        | 2000 KF65                | 27 maggio 2000   | LINEAR       |
| 61050 -        | 2000 KM72                | 28 maggio 2000   | LINEAR       |
| 61051 -        | 2000 KC73                | 28 maggio 2000   | LONEOS       |
| 61052 -        | 2000 KF73                | 28 maggio 2000   | LONEOS       |
| 61053 -        | 2000 KQ73                | 27 maggio 2000   | LINEAR       |
| 61054 -        | 2000 KR74                | 27 maggio 2000   | LINEAR       |
| 61055 -        | 2000 KJ75                | 27 maggio 2000   | LINEAR       |
| 61056 -        | 2000 KN75                | 27 maggio 2000   | LINEAR       |
| 61057 -        | 2000 KD76                | 27 maggio 2000   | LONEOS       |
| 61058 -        | 2000 KT78                | 27 maggio 2000   | LINEAR       |
| 61059 -        | 2000 LX                  | 2 giugno 2000    | Spacewatch   |
| 61060 -        | 2000 LH1                 | 2 giugno 2000    | Črni Vrh     |
| 61061 -        | 2000 LX1                 | 4 giugno 2000    | LINEAR       |
| 61062 -        | 2000 LF2                 | 3 giugno 2000    | P. G. Comba  |
| 61063 -        | 2000 LN4                 | 4 giugno 2000    | LINEAR       |
| 61064 -        | 2000 LW4                 | 5 giugno 2000    | LINEAR       |
| 61065 -        | 2000 LE5                 | 5 giugno 2000    | LINEAR       |
| 61066 -        | 2000 LV5                 | 4 giugno 2000    | J. Broughton |
| 61067 -        | 2000 LQ6                 | 6 giugno 2000    | P. G. Comba  |
| 61068 -        | 2000 LR6                 | 6 giugno 2000    | P. G. Comba  |
| 61069 -        | 2000 LS7                 | 5 giugno 2000    | LINEAR       |
| 61070 -        | 2000 LV7                 | 5 giugno 2000    | LINEAR       |
| 61071 -        | 2000 LS8                 | 5 giugno 2000    | LINEAR       |
| 61072 -        | 2000 LW8                 | 5 giugno 2000    | LINEAR       |
| 61073 -        | 2000 LB9                 | 5 giugno 2000    | LINEAR       |
| 61074 -        | 2000 LR9                 | 5 giugno 2000    | LINEAR       |
| 61075 -        | 2000 LQ10                | 1 giugno 2000    | LINEAR       |
| 61076 -        | 2000 LP14                | 7 giugno 2000    | LINEAR       |
| 61077 -        | 2000 LU15                | 7 giugno 2000    | Spacewatch   |
| 61078 -        | 2000 LZ15                | 6 giugno 2000    | LONEOS       |
| 61079 -        | 2000 LY17                | 8 giugno 2000    | LINEAR       |
| 61080 -        | 2000 LW19                | 8 giugno 2000    | LINEAR       |
| 61081 -        | 2000 LZ19                | 8 giugno 2000    | LINEAR       |
| 61082 -        | 2000 LB20                | 8 giugno 2000    | LINEAR       |
| 61083 -        | 2000 LE20                | 8 giugno 2000    | LINEAR       |
| 61084 -        | 2000 LF20                | 8 giugno 2000    | LINEAR       |
| 61085 -        | 2000 LL21                | 8 giugno 2000    | LINEAR       |
| 61086 -        | 2000 LU21                | 8 giugno 2000    | LINEAR       |
| 61087 -        | 2000 LY21                | 8 giugno 2000    | LINEAR       |
| 61088 -        | 2000 LZ21                | 8 giugno 2000    | LINEAR       |
| 61089 -        | 2000 LO22                | 6 giugno 2000    | Spacewatch   |
| 61090 -        | 2000 LN23                | 1 giugno 2000    | LINEAR       |
| 61091 -        | 2000 LU27                | 6 giugno 2000    | LONEOS       |
| 61092 -        | 2000 LV27                | 6 giugno 2000    | LONEOS       |
| 61093 -        | 2000 LW27                | 6 giugno 2000    | LONEOS       |
| 61094 -        | 2000 LH28                | 6 giugno 2000    | LONEOS       |
| 61095 -        | 2000 LP28                | 9 giugno 2000    | LONEOS       |
| 61096 -        | 2000 LS28                | 9 giugno 2000    | LONEOS       |
| 61097 -        | 2000 LT28                | 12 giugno 2000   | LINEAR       |
| 61098 -        | 2000 LY28                | 6 giugno 2000    | LONEOS       |
| 61099 -        | 2000 LG29                | 11 giugno 2000   | LONEOS       |
| 61100 -        | 2000 LJ29                | 11 giugno 2000   | LONEOS       |

## 61101-61200
| Nome             | Designazione provvisoria | Data di scoperta | Scopritore             |
| ---------------- | ------------------------ | ---------------- | ---------------------- |
| 61101 -          | 2000 LD30                | 7 giugno 2000    | LINEAR                 |
| 61102 -          | 2000 LM30                | 7 giugno 2000    | LONEOS                 |
| 61103 -          | 2000 LP30                | 9 giugno 2000    | NEAT                   |
| 61104 -          | 2000 LU30                | 10 giugno 2000   | LINEAR                 |
| 61105 -          | 2000 LN31                | 5 giugno 2000    | LONEOS                 |
| 61106 -          | 2000 LQ31                | 5 giugno 2000    | LONEOS                 |
| 61107 -          | 2000 LR31                | 5 giugno 2000    | LONEOS                 |
| 61108 -          | 2000 LT31                | 5 giugno 2000    | LONEOS                 |
| 61109 -          | 2000 LU31                | 5 giugno 2000    | LONEOS                 |
| 61110 -          | 2000 LC32                | 5 giugno 2000    | LONEOS                 |
| 61111 -          | 2000 LD33                | 4 giugno 2000    | Spacewatch             |
| 61112 -          | 2000 LO33                | 4 giugno 2000    | NEAT                   |
| 61113 -          | 2000 LP33                | 4 giugno 2000    | NEAT                   |
| 61114 -          | 2000 LJ34                | 3 giugno 2000    | LONEOS                 |
| 61115 -          | 2000 LQ34                | 3 giugno 2000    | LONEOS                 |
| 61116 -          | 2000 LT34                | 3 giugno 2000    | Spacewatch             |
| 61117 -          | 2000 LX34                | 1 giugno 2000    | NEAT                   |
| 61118 -          | 2000 LV35                | 1 giugno 2000    | LONEOS                 |
| 61119 -          | 2000 LJ36                | 1 giugno 2000    | NEAT                   |
| 61120 -          | 2000 LL36                | 1 giugno 2000    | NEAT                   |
| 61121 -          | 2000 MU                  | 23 giugno 2000   | J. Broughton           |
| 61122 -          | 2000 MM1                 | 25 giugno 2000   | LINEAR                 |
| 61123 -          | 2000 MN1                 | 25 giugno 2000   | LINEAR                 |
| 61124 -          | 2000 MX1                 | 27 giugno 2000   | J. Broughton           |
| 61125 -          | 2000 MK2                 | 24 giugno 2000   | NEAT                   |
| 61126 -          | 2000 MN4                 | 25 giugno 2000   | LINEAR                 |
| 61127 -          | 2000 MH5                 | 26 giugno 2000   | LINEAR                 |
| 61128 -          | 2000 MB6                 | 24 giugno 2000   | LINEAR                 |
| 61129 -          | 2000 MD6                 | 24 giugno 2000   | LINEAR                 |
| 61130 -          | 2000 NK                  | 2 luglio 2000    | P. G. Comba            |
| 61131 -          | 2000 NN1                 | 3 luglio 2000    | Spacewatch             |
| 61132 -          | 2000 NC2                 | 5 luglio 2000    | J. Broughton           |
| 61133 -          | 2000 NL2                 | 5 luglio 2000    | P. G. Comba            |
| 61134 -          | 2000 NP2                 | 3 luglio 2000    | LINEAR                 |
| 61135 -          | 2000 NT2                 | 5 luglio 2000    | P. Kušnirák, P. Pravec |
| 61136 -          | 2000 NC4                 | 3 luglio 2000    | Spacewatch             |
| 61137 -          | 2000 NR4                 | 3 luglio 2000    | Spacewatch             |
| 61138 -          | 2000 NX4                 | 7 luglio 2000    | LINEAR                 |
| 61139 -          | 2000 NO5                 | 7 luglio 2000    | LINEAR                 |
| 61140 -          | 2000 NR5                 | 8 luglio 2000    | LINEAR                 |
| 61141 -          | 2000 NZ5                 | 8 luglio 2000    | BATTeRS                |
| 61142 -          | 2000 NW6                 | 4 luglio 2000    | Spacewatch             |
| 61143 -          | 2000 ND7                 | 4 luglio 2000    | Spacewatch             |
| 61144 -          | 2000 NW8                 | 5 luglio 2000    | R. A. Tucker           |
| 61145 -          | 2000 NX8                 | 7 luglio 2000    | LINEAR                 |
| 61146 -          | 2000 NO10                | 10 luglio 2000   | P. R. Holvorcem        |
| 61147 -          | 2000 ND11                | 10 luglio 2000   | P. R. Holvorcem        |
| 61148 -          | 2000 NL11                | 10 luglio 2000   | Valinhos               |
| 61149 -          | 2000 NU11                | 4 luglio 2000    | LONEOS                 |
| 61150 -          | 2000 NV11                | 4 luglio 2000    | LONEOS                 |
| 61151 -          | 2000 NV12                | 5 luglio 2000    | LONEOS                 |
| 61152 -          | 2000 NE13                | 5 luglio 2000    | LONEOS                 |
| 61153 -          | 2000 NV13                | 5 luglio 2000    | LONEOS                 |
| 61154 -          | 2000 NW13                | 5 luglio 2000    | LONEOS                 |
| 61155 -          | 2000 NH14                | 5 luglio 2000    | LONEOS                 |
| 61156 -          | 2000 NJ14                | 5 luglio 2000    | LONEOS                 |
| 61157 -          | 2000 NE15                | 5 luglio 2000    | LONEOS                 |
| 61158 -          | 2000 NN15                | 5 luglio 2000    | LONEOS                 |
| 61159 -          | 2000 NZ16                | 5 luglio 2000    | LONEOS                 |
| 61160 -          | 2000 NH18                | 5 luglio 2000    | LONEOS                 |
| 61161 -          | 2000 NP18                | 5 luglio 2000    | LONEOS                 |
| 61162 -          | 2000 NV18                | 5 luglio 2000    | LONEOS                 |
| 61163 -          | 2000 NY18                | 5 luglio 2000    | LONEOS                 |
| 61164 -          | 2000 NM19                | 5 luglio 2000    | LONEOS                 |
| 61165 -          | 2000 NR19                | 5 luglio 2000    | LONEOS                 |
| 61166 -          | 2000 NU19                | 5 luglio 2000    | LONEOS                 |
| 61167 -          | 2000 NJ20                | 6 luglio 2000    | Spacewatch             |
| 61168 -          | 2000 NU20                | 6 luglio 2000    | Spacewatch             |
| 61169 -          | 2000 NY20                | 6 luglio 2000    | Spacewatch             |
| 61170 -          | 2000 NZ20                | 6 luglio 2000    | Spacewatch             |
| 61171 -          | 2000 NA21                | 6 luglio 2000    | LONEOS                 |
| 61172 -          | 2000 NE21                | 7 luglio 2000    | LONEOS                 |
| 61173 -          | 2000 NB22                | 7 luglio 2000    | LINEAR                 |
| 61174 -          | 2000 NN22                | 7 luglio 2000    | LONEOS                 |
| 61175 -          | 2000 NO22                | 7 luglio 2000    | LONEOS                 |
| 61176 -          | 2000 NZ22                | 5 luglio 2000    | Spacewatch             |
| 61177 -          | 2000 NJ23                | 5 luglio 2000    | LONEOS                 |
| 61178 -          | 2000 NT23                | 5 luglio 2000    | Spacewatch             |
| 61179 -          | 2000 NL24                | 4 luglio 2000    | LONEOS                 |
| 61180 -          | 2000 NQ24                | 4 luglio 2000    | LONEOS                 |
| 61181 -          | 2000 NT24                | 4 luglio 2000    | LONEOS                 |
| 61182 -          | 2000 NJ25                | 4 luglio 2000    | LONEOS                 |
| 61183 -          | 2000 NB26                | 4 luglio 2000    | LONEOS                 |
| 61184 -          | 2000 NO26                | 4 luglio 2000    | LONEOS                 |
| 61185 -          | 2000 NS26                | 4 luglio 2000    | LONEOS                 |
| 61186 -          | 2000 NA27                | 4 luglio 2000    | LONEOS                 |
| 61187 -          | 2000 NM27                | 4 luglio 2000    | LONEOS                 |
| 61188 -          | 2000 NT27                | 4 luglio 2000    | LONEOS                 |
| 61189 Ohsadaharu | 2000 NE29                | 8 luglio 2000    | BATTeRS                |
| 61190 Johnschutt | 2000 NF29                | 1 luglio 2000    | M. Collins, M. White   |
| 61191 -          | 2000 OA                  | 21 luglio 2000   | P. G. Comba            |
| 61192 -          | 2000 OU                  | 23 luglio 2000   | G. Hug                 |
| 61193 -          | 2000 OQ1                 | 26 luglio 2000   | P. G. Comba            |
| 61194 -          | 2000 OU1                 | 24 luglio 2000   | Farpoint               |
| 61195 Martinoli  | 2000 OU2                 | 28 luglio 2000   | S. Sposetti            |
| 61196 -          | 2000 OD3                 | 23 luglio 2000   | LINEAR                 |
| 61197 -          | 2000 OG3                 | 23 luglio 2000   | LINEAR                 |
| 61198 -          | 2000 ON3                 | 24 luglio 2000   | LINEAR                 |
| 61199 -          | 2000 OA4                 | 24 luglio 2000   | LINEAR                 |
| 61200 -          | 2000 OC4                 | 24 luglio 2000   | LINEAR                 |

## 61201-61300
| Nome           | Designazione provvisoria | Data di scoperta | Scopritore   |
| -------------- | ------------------------ | ---------------- | ------------ |
| 61201 -        | 2000 OK4                 | 24 luglio 2000   | LINEAR       |
| 61202 -        | 2000 OM4                 | 24 luglio 2000   | LINEAR       |
| 61203 -        | 2000 OY4                 | 24 luglio 2000   | LINEAR       |
| 61204 -        | 2000 OP5                 | 24 luglio 2000   | LINEAR       |
| 61205 -        | 2000 OL6                 | 29 luglio 2000   | LINEAR       |
| 61206 -        | 2000 OS6                 | 29 luglio 2000   | LINEAR       |
| 61207 -        | 2000 OZ7                 | 30 luglio 2000   | LINEAR       |
| 61208 Stonařov | 2000 OD8                 | 30 luglio 2000   | Kleť         |
| 61209 -        | 2000 OM9                 | 30 luglio 2000   | J. Broughton |
| 61210 -        | 2000 OU9                 | 23 luglio 2000   | LINEAR       |
| 61211 -        | 2000 OH10                | 23 luglio 2000   | LINEAR       |
| 61212 -        | 2000 OJ10                | 23 luglio 2000   | LINEAR       |
| 61213 -        | 2000 OK10                | 23 luglio 2000   | LINEAR       |
| 61214 -        | 2000 OQ10                | 23 luglio 2000   | LINEAR       |
| 61215 -        | 2000 OX10                | 23 luglio 2000   | LINEAR       |
| 61216 -        | 2000 OA11                | 23 luglio 2000   | LINEAR       |
| 61217 -        | 2000 OF11                | 23 luglio 2000   | LINEAR       |
| 61218 -        | 2000 OH11                | 23 luglio 2000   | LINEAR       |
| 61219 -        | 2000 ON12                | 23 luglio 2000   | LINEAR       |
| 61220 -        | 2000 OO12                | 23 luglio 2000   | LINEAR       |
| 61221 -        | 2000 OZ12                | 23 luglio 2000   | LINEAR       |
| 61222 -        | 2000 OC13                | 23 luglio 2000   | LINEAR       |
| 61223 -        | 2000 OL13                | 23 luglio 2000   | LINEAR       |
| 61224 -        | 2000 OO13                | 23 luglio 2000   | LINEAR       |
| 61225 -        | 2000 OP13                | 23 luglio 2000   | LINEAR       |
| 61226 -        | 2000 OR13                | 23 luglio 2000   | LINEAR       |
| 61227 -        | 2000 OS13                | 23 luglio 2000   | LINEAR       |
| 61228 -        | 2000 OX13                | 23 luglio 2000   | LINEAR       |
| 61229 -        | 2000 OA14                | 23 luglio 2000   | LINEAR       |
| 61230 -        | 2000 OG14                | 23 luglio 2000   | LINEAR       |
| 61231 -        | 2000 OA15                | 23 luglio 2000   | LINEAR       |
| 61232 -        | 2000 OB15                | 23 luglio 2000   | LINEAR       |
| 61233 -        | 2000 ON15                | 23 luglio 2000   | LINEAR       |
| 61234 -        | 2000 OR15                | 23 luglio 2000   | LINEAR       |
| 61235 -        | 2000 OT15                | 23 luglio 2000   | LINEAR       |
| 61236 -        | 2000 ON16                | 23 luglio 2000   | LINEAR       |
| 61237 -        | 2000 OP16                | 23 luglio 2000   | LINEAR       |
| 61238 -        | 2000 OF17                | 23 luglio 2000   | LINEAR       |
| 61239 -        | 2000 OP17                | 23 luglio 2000   | LINEAR       |
| 61240 -        | 2000 OT17                | 23 luglio 2000   | LINEAR       |
| 61241 -        | 2000 OW17                | 23 luglio 2000   | LINEAR       |
| 61242 -        | 2000 OX17                | 23 luglio 2000   | LINEAR       |
| 61243 -        | 2000 OJ18                | 23 luglio 2000   | LINEAR       |
| 61244 -        | 2000 OM19                | 30 luglio 2000   | LINEAR       |
| 61245 -        | 2000 ON22                | 31 luglio 2000   | LINEAR       |
| 61246 -        | 2000 OX22                | 23 luglio 2000   | LINEAR       |
| 61247 -        | 2000 OF23                | 23 luglio 2000   | LINEAR       |
| 61248 -        | 2000 OH23                | 23 luglio 2000   | LINEAR       |
| 61249 -        | 2000 OO23                | 23 luglio 2000   | LINEAR       |
| 61250 -        | 2000 OV23                | 23 luglio 2000   | LINEAR       |
| 61251 -        | 2000 OE24                | 23 luglio 2000   | LINEAR       |
| 61252 -        | 2000 OK24                | 23 luglio 2000   | LINEAR       |
| 61253 -        | 2000 OM24                | 23 luglio 2000   | LINEAR       |
| 61254 -        | 2000 OC25                | 23 luglio 2000   | LINEAR       |
| 61255 -        | 2000 OJ25                | 23 luglio 2000   | LINEAR       |
| 61256 -        | 2000 OT25                | 23 luglio 2000   | LINEAR       |
| 61257 -        | 2000 OY25                | 23 luglio 2000   | LINEAR       |
| 61258 -        | 2000 OD26                | 23 luglio 2000   | LINEAR       |
| 61259 -        | 2000 OG26                | 23 luglio 2000   | LINEAR       |
| 61260 -        | 2000 OF27                | 23 luglio 2000   | LINEAR       |
| 61261 -        | 2000 OO27                | 23 luglio 2000   | LINEAR       |
| 61262 -        | 2000 OJ28                | 29 luglio 2000   | LINEAR       |
| 61263 -        | 2000 OR28                | 30 luglio 2000   | LINEAR       |
| 61264 -        | 2000 OH29                | 30 luglio 2000   | LINEAR       |
| 61265 -        | 2000 ON29                | 30 luglio 2000   | LINEAR       |
| 61266 -        | 2000 OY29                | 30 luglio 2000   | LINEAR       |
| 61267 -        | 2000 OC30                | 30 luglio 2000   | LINEAR       |
| 61268 -        | 2000 OG30                | 30 luglio 2000   | LINEAR       |
| 61269 -        | 2000 OK30                | 30 luglio 2000   | LINEAR       |
| 61270 -        | 2000 OC31                | 30 luglio 2000   | LINEAR       |
| 61271 -        | 2000 OE31                | 30 luglio 2000   | LINEAR       |
| 61272 -        | 2000 OR31                | 30 luglio 2000   | LINEAR       |
| 61273 -        | 2000 OL32                | 30 luglio 2000   | LINEAR       |
| 61274 -        | 2000 OE33                | 30 luglio 2000   | LINEAR       |
| 61275 -        | 2000 OE34                | 30 luglio 2000   | LINEAR       |
| 61276 -        | 2000 OH34                | 30 luglio 2000   | LINEAR       |
| 61277 -        | 2000 OS34                | 30 luglio 2000   | LINEAR       |
| 61278 -        | 2000 OU34                | 30 luglio 2000   | LINEAR       |
| 61279 -        | 2000 OF35                | 30 luglio 2000   | LINEAR       |
| 61280 -        | 2000 OH35                | 30 luglio 2000   | LINEAR       |
| 61281 -        | 2000 OK35                | 30 luglio 2000   | LINEAR       |
| 61282 -        | 2000 OE36                | 24 luglio 2000   | LINEAR       |
| 61283 -        | 2000 OX37                | 30 luglio 2000   | LINEAR       |
| 61284 -        | 2000 OF39                | 30 luglio 2000   | LINEAR       |
| 61285 -        | 2000 OL39                | 30 luglio 2000   | LINEAR       |
| 61286 -        | 2000 OL41                | 30 luglio 2000   | LINEAR       |
| 61287 -        | 2000 OR41                | 30 luglio 2000   | LINEAR       |
| 61288 -        | 2000 OE42                | 30 luglio 2000   | LINEAR       |
| 61289 -        | 2000 OU42                | 30 luglio 2000   | LINEAR       |
| 61290 -        | 2000 OX42                | 30 luglio 2000   | LINEAR       |
| 61291 -        | 2000 OA43                | 30 luglio 2000   | LINEAR       |
| 61292 -        | 2000 OL43                | 30 luglio 2000   | LINEAR       |
| 61293 -        | 2000 OZ43                | 30 luglio 2000   | LINEAR       |
| 61294 -        | 2000 OK44                | 30 luglio 2000   | LINEAR       |
| 61295 -        | 2000 OX44                | 30 luglio 2000   | LINEAR       |
| 61296 -        | 2000 ON45                | 30 luglio 2000   | LINEAR       |
| 61297 -        | 2000 OD46                | 30 luglio 2000   | LINEAR       |
| 61298 -        | 2000 OG46                | 31 luglio 2000   | LINEAR       |
| 61299 -        | 2000 OQ46                | 31 luglio 2000   | LINEAR       |
| 61300 -        | 2000 OJ47                | 31 luglio 2000   | LINEAR       |

## 61301-61400
| Nome                  | Designazione provvisoria | Data di scoperta | Scopritore     |
| --------------------- | ------------------------ | ---------------- | -------------- |
| 61301 -               | 2000 ON47                | 31 luglio 2000   | LINEAR         |
| 61302 -               | 2000 OS47                | 31 luglio 2000   | LINEAR         |
| 61303 -               | 2000 OY47                | 31 luglio 2000   | LINEAR         |
| 61304 -               | 2000 OJ48                | 31 luglio 2000   | LINEAR         |
| 61305 -               | 2000 OV48                | 31 luglio 2000   | LINEAR         |
| 61306 -               | 2000 OF49                | 31 luglio 2000   | LINEAR         |
| 61307 -               | 2000 OJ49                | 31 luglio 2000   | LINEAR         |
| 61308 -               | 2000 ON49                | 31 luglio 2000   | LINEAR         |
| 61309 -               | 2000 OF50                | 31 luglio 2000   | LINEAR         |
| 61310 -               | 2000 OQ50                | 31 luglio 2000   | LINEAR         |
| 61311 -               | 2000 OR50                | 31 luglio 2000   | LINEAR         |
| 61312 -               | 2000 OS50                | 31 luglio 2000   | LINEAR         |
| 61313 -               | 2000 OF51                | 30 luglio 2000   | LINEAR         |
| 61314 -               | 2000 OH51                | 30 luglio 2000   | LINEAR         |
| 61315 -               | 2000 OM51                | 30 luglio 2000   | LINEAR         |
| 61316 -               | 2000 ON51                | 30 luglio 2000   | LINEAR         |
| 61317 -               | 2000 OO51                | 30 luglio 2000   | LINEAR         |
| 61318 -               | 2000 OV51                | 30 luglio 2000   | LINEAR         |
| 61319 -               | 2000 OW51                | 30 luglio 2000   | LINEAR         |
| 61320 -               | 2000 OZ51                | 31 luglio 2000   | LINEAR         |
| 61321 -               | 2000 OO54                | 29 luglio 2000   | LONEOS         |
| 61322 -               | 2000 OT54                | 29 luglio 2000   | LONEOS         |
| 61323 -               | 2000 OZ54                | 29 luglio 2000   | LONEOS         |
| 61324 -               | 2000 OO56                | 29 luglio 2000   | LONEOS         |
| 61325 -               | 2000 OV56                | 29 luglio 2000   | LONEOS         |
| 61326 -               | 2000 OP57                | 29 luglio 2000   | LONEOS         |
| 61327 -               | 2000 OR57                | 29 luglio 2000   | LONEOS         |
| 61328 -               | 2000 OD58                | 29 luglio 2000   | LONEOS         |
| 61329 -               | 2000 OG58                | 29 luglio 2000   | LONEOS         |
| 61330 -               | 2000 OT58                | 29 luglio 2000   | LONEOS         |
| 61331 -               | 2000 OH59                | 29 luglio 2000   | LONEOS         |
| 61332 -               | 2000 OL59                | 29 luglio 2000   | LONEOS         |
| 61333 -               | 2000 OP59                | 29 luglio 2000   | LONEOS         |
| 61334 -               | 2000 OS59                | 29 luglio 2000   | LONEOS         |
| 61335 -               | 2000 OT59                | 29 luglio 2000   | LONEOS         |
| 61336 -               | 2000 OT67                | 23 luglio 2000   | LINEAR         |
| 61337 -               | 2000 OE68                | 29 luglio 2000   | M. W. Buie     |
| 61338 -               | 2000 PK                  | 1 agosto 2000    | W. Bickel      |
| 61339 -               | 2000 PA1                 | 1 agosto 2000    | LINEAR         |
| 61340 -               | 2000 PY2                 | 2 agosto 2000    | LINEAR         |
| 61341 -               | 2000 PC3                 | 1 agosto 2000    | J. Broughton   |
| 61342 Lovejoy         | 2000 PJ3                 | 3 agosto 2000    | G. J. Garradd  |
| 61343 -               | 2000 PC5                 | 2 agosto 2000    | LINEAR         |
| 61344 Jicakyoryokutai | 2000 PT5                 | 3 agosto 2000    | BATTeRS        |
| 61345 -               | 2000 PU5                 | 3 agosto 2000    | W. Bickel      |
| 61346 -               | 2000 PD8                 | 3 agosto 2000    | LINEAR         |
| 61347 -               | 2000 PE8                 | 3 agosto 2000    | LINEAR         |
| 61348 -               | 2000 PF8                 | 4 agosto 2000    | LINEAR         |
| 61349 -               | 2000 PD9                 | 6 agosto 2000    | R. H. McNaught |
| 61350 -               | 2000 PL9                 | 6 agosto 2000    | R. H. McNaught |
| 61351 -               | 2000 PS9                 | 9 agosto 2000    | J. Nomen       |
| 61352 -               | 2000 PY9                 | 1 agosto 2000    | LINEAR         |
| 61353 -               | 2000 PE10                | 1 agosto 2000    | LINEAR         |
| 61354 -               | 2000 PY10                | 1 agosto 2000    | LINEAR         |
| 61355 -               | 2000 PD11                | 1 agosto 2000    | LINEAR         |
| 61356 -               | 2000 PG11                | 1 agosto 2000    | LINEAR         |
| 61357 -               | 2000 PZ11                | 1 agosto 2000    | LINEAR         |
| 61358 -               | 2000 PK12                | 2 agosto 2000    | LINEAR         |
| 61359 -               | 2000 PW13                | 1 agosto 2000    | LINEAR         |
| 61360 -               | 2000 PB14                | 1 agosto 2000    | LINEAR         |
| 61361 -               | 2000 PB18                | 1 agosto 2000    | LINEAR         |
| 61362 -               | 2000 PO19                | 1 agosto 2000    | LINEAR         |
| 61363 -               | 2000 PT19                | 1 agosto 2000    | LINEAR         |
| 61364 -               | 2000 PH20                | 1 agosto 2000    | LINEAR         |
| 61365 -               | 2000 PW20                | 1 agosto 2000    | LINEAR         |
| 61366 -               | 2000 PE21                | 1 agosto 2000    | LINEAR         |
| 61367 -               | 2000 PG22                | 1 agosto 2000    | LINEAR         |
| 61368 -               | 2000 PH22                | 1 agosto 2000    | LINEAR         |
| 61369 -               | 2000 PO22                | 1 agosto 2000    | LINEAR         |
| 61370 -               | 2000 PU22                | 2 agosto 2000    | LINEAR         |
| 61371 -               | 2000 PO23                | 2 agosto 2000    | LINEAR         |
| 61372 -               | 2000 PQ23                | 2 agosto 2000    | LINEAR         |
| 61373 -               | 2000 PG24                | 2 agosto 2000    | LINEAR         |
| 61374 -               | 2000 PA25                | 3 agosto 2000    | LINEAR         |
| 61375 -               | 2000 PE25                | 3 agosto 2000    | LINEAR         |
| 61376 -               | 2000 PC28                | 4 agosto 2000    | NEAT           |
| 61377 -               | 2000 PO28                | 3 agosto 2000    | LINEAR         |
| 61378 -               | 2000 PU28                | 2 agosto 2000    | LINEAR         |
| 61379 -               | 2000 PG29                | 1 agosto 2000    | LINEAR         |
| 61380 -               | 2000 PH29                | 1 agosto 2000    | LINEAR         |
| 61381 -               | 2000 PL29                | 1 agosto 2000    | LINEAR         |
| 61382 -               | 2000 PR29                | 1 agosto 2000    | LINEAR         |
| 61383 -               | 2000 QB                  | 20 agosto 2000   | P. G. Comba    |
| 61384 Arturoromer     | 2000 QW                  | 22 agosto 2000   | S. Sposetti    |
| 61385 -               | 2000 QG1                 | 23 agosto 2000   | J. Broughton   |
| 61386 Namikoshi       | 2000 QT1                 | 24 agosto 2000   | S. Sposetti    |
| 61387 -               | 2000 QR2                 | 24 agosto 2000   | LINEAR         |
| 61388 -               | 2000 QA3                 | 24 agosto 2000   | LINEAR         |
| 61389 -               | 2000 QD3                 | 24 agosto 2000   | LINEAR         |
| 61390 -               | 2000 QR3                 | 24 agosto 2000   | LINEAR         |
| 61391 -               | 2000 QT3                 | 24 agosto 2000   | LINEAR         |
| 61392 -               | 2000 QC4                 | 24 agosto 2000   | LINEAR         |
| 61393 -               | 2000 QD4                 | 24 agosto 2000   | LINEAR         |
| 61394 -               | 2000 QY4                 | 24 agosto 2000   | LINEAR         |
| 61395 -               | 2000 QZ4                 | 24 agosto 2000   | LINEAR         |
| 61396 -               | 2000 QD5                 | 24 agosto 2000   | LINEAR         |
| 61397 -               | 2000 QF5                 | 24 agosto 2000   | LINEAR         |
| 61398 -               | 2000 QJ5                 | 24 agosto 2000   | LINEAR         |
| 61399 -               | 2000 QZ5                 | 24 agosto 2000   | LINEAR         |
| 61400 Voxandreae      | 2000 QM6                 | 25 agosto 2000   | L. Ball        |

## 61401-61500
| Nome                 | Designazione provvisoria | Data di scoperta | Scopritore              |
| -------------------- | ------------------------ | ---------------- | ----------------------- |
| 61401 Schiff         | 2000 QQ6                 | 25 agosto 2000   | S. Sposetti             |
| 61402 Franciseveritt | 2000 QS6                 | 25 agosto 2000   | S. Sposetti             |
| 61403 -              | 2000 QG9                 | 25 agosto 2000   | C. Wolfe, E. Bettelheim |
| 61404 Očenášek       | 2000 QM9                 | 26 agosto 2000   | P. Pravec, P. Kušnirák  |
| 61405 -              | 2000 QT9                 | 24 agosto 2000   | W. Bickel               |
| 61406 -              | 2000 QZ9                 | 24 agosto 2000   | LINEAR                  |
| 61407 -              | 2000 QK10                | 24 agosto 2000   | LINEAR                  |
| 61408 -              | 2000 QR11                | 24 agosto 2000   | LINEAR                  |
| 61409 -              | 2000 QW11                | 24 agosto 2000   | LINEAR                  |
| 61410 -              | 2000 QX11                | 24 agosto 2000   | LINEAR                  |
| 61411 -              | 2000 QC12                | 24 agosto 2000   | LINEAR                  |
| 61412 -              | 2000 QF12                | 24 agosto 2000   | LINEAR                  |
| 61413 -              | 2000 QG12                | 24 agosto 2000   | LINEAR                  |
| 61414 -              | 2000 QH12                | 24 agosto 2000   | LINEAR                  |
| 61415 -              | 2000 QK12                | 24 agosto 2000   | LINEAR                  |
| 61416 -              | 2000 QL12                | 24 agosto 2000   | LINEAR                  |
| 61417 -              | 2000 QP13                | 24 agosto 2000   | LINEAR                  |
| 61418 -              | 2000 QR13                | 24 agosto 2000   | LINEAR                  |
| 61419 -              | 2000 QM14                | 24 agosto 2000   | LINEAR                  |
| 61420 -              | 2000 QN14                | 24 agosto 2000   | LINEAR                  |
| 61421 -              | 2000 QU14                | 24 agosto 2000   | LINEAR                  |
| 61422 -              | 2000 QN15                | 24 agosto 2000   | LINEAR                  |
| 61423 -              | 2000 QS15                | 24 agosto 2000   | LINEAR                  |
| 61424 -              | 2000 QX15                | 24 agosto 2000   | LINEAR                  |
| 61425 -              | 2000 QA16                | 24 agosto 2000   | LINEAR                  |
| 61426 -              | 2000 QP16                | 24 agosto 2000   | LINEAR                  |
| 61427 -              | 2000 QR16                | 24 agosto 2000   | LINEAR                  |
| 61428 -              | 2000 QA17                | 24 agosto 2000   | LINEAR                  |
| 61429 -              | 2000 QF17                | 24 agosto 2000   | LINEAR                  |
| 61430 -              | 2000 QJ17                | 24 agosto 2000   | LINEAR                  |
| 61431 -              | 2000 QY17                | 24 agosto 2000   | LINEAR                  |
| 61432 -              | 2000 QS18                | 24 agosto 2000   | LINEAR                  |
| 61433 -              | 2000 QY18                | 24 agosto 2000   | LINEAR                  |
| 61434 -              | 2000 QB19                | 24 agosto 2000   | LINEAR                  |
| 61435 -              | 2000 QC19                | 24 agosto 2000   | LINEAR                  |
| 61436 -              | 2000 QD19                | 24 agosto 2000   | LINEAR                  |
| 61437 -              | 2000 QQ19                | 24 agosto 2000   | LINEAR                  |
| 61438 -              | 2000 QE20                | 24 agosto 2000   | LINEAR                  |
| 61439 -              | 2000 QM22                | 25 agosto 2000   | LINEAR                  |
| 61440 -              | 2000 QE23                | 25 agosto 2000   | LINEAR                  |
| 61441 -              | 2000 QW23                | 25 agosto 2000   | LINEAR                  |
| 61442 -              | 2000 QK24                | 25 agosto 2000   | LINEAR                  |
| 61443 -              | 2000 QW24                | 25 agosto 2000   | LINEAR                  |
| 61444 Katokimiko     | 2000 QB25                | 25 agosto 2000   | BATTeRS                 |
| 61445 -              | 2000 QF25                | 26 agosto 2000   | Oakley                  |
| 61446 -              | 2000 QH27                | 24 agosto 2000   | LINEAR                  |
| 61447 -              | 2000 QN27                | 24 agosto 2000   | LINEAR                  |
| 61448 -              | 2000 QR27                | 24 agosto 2000   | LINEAR                  |
| 61449 -              | 2000 QX27                | 24 agosto 2000   | LINEAR                  |
| 61450 -              | 2000 QC28                | 24 agosto 2000   | LINEAR                  |
| 61451 -              | 2000 QD29                | 24 agosto 2000   | LINEAR                  |
| 61452 -              | 2000 QH29                | 24 agosto 2000   | LINEAR                  |
| 61453 -              | 2000 QL29                | 24 agosto 2000   | LINEAR                  |
| 61454 -              | 2000 QE30                | 25 agosto 2000   | LINEAR                  |
| 61455 -              | 2000 QF30                | 25 agosto 2000   | LINEAR                  |
| 61456 -              | 2000 QH30                | 25 agosto 2000   | LINEAR                  |
| 61457 -              | 2000 QM30                | 25 agosto 2000   | LINEAR                  |
| 61458 -              | 2000 QT30                | 25 agosto 2000   | LINEAR                  |
| 61459 -              | 2000 QW30                | 26 agosto 2000   | LINEAR                  |
| 61460 -              | 2000 QX30                | 26 agosto 2000   | LINEAR                  |
| 61461 -              | 2000 QA31                | 26 agosto 2000   | LINEAR                  |
| 61462 -              | 2000 QH31                | 26 agosto 2000   | LINEAR                  |
| 61463 -              | 2000 QT31                | 26 agosto 2000   | LINEAR                  |
| 61464 -              | 2000 QC32                | 26 agosto 2000   | LINEAR                  |
| 61465 -              | 2000 QY32                | 26 agosto 2000   | LINEAR                  |
| 61466 -              | 2000 QZ32                | 26 agosto 2000   | LINEAR                  |
| 61467 -              | 2000 QD33                | 26 agosto 2000   | LINEAR                  |
| 61468 -              | 2000 QM33                | 26 agosto 2000   | LINEAR                  |
| 61469 -              | 2000 QJ35                | 23 agosto 2000   | Y. Shimizu, T. Urata    |
| 61470 -              | 2000 QK35                | 27 agosto 2000   | BATTeRS                 |
| 61471 -              | 2000 QQ35                | 28 agosto 2000   | K. Korlević             |
| 61472 -              | 2000 QS35                | 28 agosto 2000   | Farra d'Isonzo          |
| 61473 -              | 2000 QT35                | 29 agosto 2000   | Farra d'Isonzo          |
| 61474 -              | 2000 QA36                | 24 agosto 2000   | LINEAR                  |
| 61475 -              | 2000 QH37                | 24 agosto 2000   | LINEAR                  |
| 61476 -              | 2000 QJ37                | 24 agosto 2000   | LINEAR                  |
| 61477 -              | 2000 QS37                | 24 agosto 2000   | LINEAR                  |
| 61478 -              | 2000 QC38                | 24 agosto 2000   | LINEAR                  |
| 61479 -              | 2000 QH39                | 24 agosto 2000   | LINEAR                  |
| 61480 -              | 2000 QY39                | 24 agosto 2000   | LINEAR                  |
| 61481 -              | 2000 QN40                | 24 agosto 2000   | LINEAR                  |
| 61482 -              | 2000 QU40                | 24 agosto 2000   | LINEAR                  |
| 61483 -              | 2000 QP41                | 24 agosto 2000   | LINEAR                  |
| 61484 -              | 2000 QY41                | 24 agosto 2000   | LINEAR                  |
| 61485 -              | 2000 QH42                | 24 agosto 2000   | LINEAR                  |
| 61486 -              | 2000 QQ42                | 24 agosto 2000   | LINEAR                  |
| 61487 -              | 2000 QB43                | 24 agosto 2000   | LINEAR                  |
| 61488 -              | 2000 QB45                | 24 agosto 2000   | LINEAR                  |
| 61489 -              | 2000 QN46                | 24 agosto 2000   | LINEAR                  |
| 61490 -              | 2000 QH47                | 24 agosto 2000   | LINEAR                  |
| 61491 -              | 2000 QJ47                | 24 agosto 2000   | LINEAR                  |
| 61492 -              | 2000 QL48                | 24 agosto 2000   | LINEAR                  |
| 61493 -              | 2000 QO48                | 24 agosto 2000   | LINEAR                  |
| 61494 -              | 2000 QG49                | 24 agosto 2000   | LINEAR                  |
| 61495 -              | 2000 QJ49                | 24 agosto 2000   | LINEAR                  |
| 61496 -              | 2000 QO49                | 24 agosto 2000   | LINEAR                  |
| 61497 -              | 2000 QH50                | 24 agosto 2000   | LINEAR                  |
| 61498 -              | 2000 QM50                | 24 agosto 2000   | LINEAR                  |
| 61499 -              | 2000 QD51                | 24 agosto 2000   | LINEAR                  |
| 61500 -              | 2000 QV51                | 24 agosto 2000   | LINEAR                  |

## 61501-61600
| Nome    | Designazione provvisoria | Data di scoperta | Scopritore   |
| ------- | ------------------------ | ---------------- | ------------ |
| 61501 - | 2000 QB52                | 24 agosto 2000   | LINEAR       |
| 61502 - | 2000 QM53                | 25 agosto 2000   | LINEAR       |
| 61503 - | 2000 QN53                | 25 agosto 2000   | LINEAR       |
| 61504 - | 2000 QS53                | 25 agosto 2000   | LINEAR       |
| 61505 - | 2000 QX53                | 25 agosto 2000   | LINEAR       |
| 61506 - | 2000 QQ54                | 25 agosto 2000   | LINEAR       |
| 61507 - | 2000 QS54                | 25 agosto 2000   | LINEAR       |
| 61508 - | 2000 QZ54                | 25 agosto 2000   | LINEAR       |
| 61509 - | 2000 QC55                | 25 agosto 2000   | LINEAR       |
| 61510 - | 2000 QF55                | 25 agosto 2000   | LINEAR       |
| 61511 - | 2000 QG55                | 25 agosto 2000   | LINEAR       |
| 61512 - | 2000 QD57                | 26 agosto 2000   | LINEAR       |
| 61513 - | 2000 QP57                | 26 agosto 2000   | LINEAR       |
| 61514 - | 2000 QU57                | 26 agosto 2000   | LINEAR       |
| 61515 - | 2000 QY57                | 26 agosto 2000   | LINEAR       |
| 61516 - | 2000 QA58                | 26 agosto 2000   | LINEAR       |
| 61517 - | 2000 QC58                | 26 agosto 2000   | LINEAR       |
| 61518 - | 2000 QZ58                | 26 agosto 2000   | LINEAR       |
| 61519 - | 2000 QE59                | 26 agosto 2000   | LINEAR       |
| 61520 - | 2000 QH59                | 26 agosto 2000   | LINEAR       |
| 61521 - | 2000 QJ59                | 26 agosto 2000   | LINEAR       |
| 61522 - | 2000 QL59                | 26 agosto 2000   | LINEAR       |
| 61523 - | 2000 QO60                | 26 agosto 2000   | LINEAR       |
| 61524 - | 2000 QR60                | 26 agosto 2000   | LINEAR       |
| 61525 - | 2000 QA61                | 26 agosto 2000   | LINEAR       |
| 61526 - | 2000 QL61                | 28 agosto 2000   | LINEAR       |
| 61527 - | 2000 QP61                | 28 agosto 2000   | LINEAR       |
| 61528 - | 2000 QU61                | 28 agosto 2000   | LINEAR       |
| 61529 - | 2000 QY61                | 28 agosto 2000   | LINEAR       |
| 61530 - | 2000 QJ62                | 28 agosto 2000   | LINEAR       |
| 61531 - | 2000 QR62                | 28 agosto 2000   | LINEAR       |
| 61532 - | 2000 QS62                | 28 agosto 2000   | LINEAR       |
| 61533 - | 2000 QC63                | 28 agosto 2000   | LINEAR       |
| 61534 - | 2000 QJ63                | 28 agosto 2000   | LINEAR       |
| 61535 - | 2000 QN63                | 28 agosto 2000   | LINEAR       |
| 61536 - | 2000 QR63                | 28 agosto 2000   | LINEAR       |
| 61537 - | 2000 QZ63                | 28 agosto 2000   | LINEAR       |
| 61538 - | 2000 QA64                | 28 agosto 2000   | LINEAR       |
| 61539 - | 2000 QB64                | 28 agosto 2000   | LINEAR       |
| 61540 - | 2000 QD64                | 28 agosto 2000   | LINEAR       |
| 61541 - | 2000 QF64                | 28 agosto 2000   | LINEAR       |
| 61542 - | 2000 QH64                | 28 agosto 2000   | LINEAR       |
| 61543 - | 2000 QM64                | 28 agosto 2000   | LINEAR       |
| 61544 - | 2000 QZ64                | 28 agosto 2000   | LINEAR       |
| 61545 - | 2000 QD65                | 28 agosto 2000   | LINEAR       |
| 61546 - | 2000 QT65                | 28 agosto 2000   | LINEAR       |
| 61547 - | 2000 QO66                | 28 agosto 2000   | LINEAR       |
| 61548 - | 2000 QW67                | 28 agosto 2000   | LINEAR       |
| 61549 - | 2000 QJ68                | 28 agosto 2000   | J. Broughton |
| 61550 - | 2000 QK70                | 28 agosto 2000   | LINEAR       |
| 61551 - | 2000 QJ71                | 24 agosto 2000   | LINEAR       |
| 61552 - | 2000 QT71                | 24 agosto 2000   | LINEAR       |
| 61553 - | 2000 QE72                | 24 agosto 2000   | LINEAR       |
| 61554 - | 2000 QH72                | 24 agosto 2000   | LINEAR       |
| 61555 - | 2000 QC73                | 24 agosto 2000   | LINEAR       |
| 61556 - | 2000 QY73                | 24 agosto 2000   | LINEAR       |
| 61557 - | 2000 QG74                | 24 agosto 2000   | LINEAR       |
| 61558 - | 2000 QM74                | 24 agosto 2000   | LINEAR       |
| 61559 - | 2000 QQ74                | 24 agosto 2000   | LINEAR       |
| 61560 - | 2000 QT74                | 24 agosto 2000   | LINEAR       |
| 61561 - | 2000 QY74                | 24 agosto 2000   | LINEAR       |
| 61562 - | 2000 QR75                | 24 agosto 2000   | LINEAR       |
| 61563 - | 2000 QU75                | 24 agosto 2000   | LINEAR       |
| 61564 - | 2000 QA76                | 24 agosto 2000   | LINEAR       |
| 61565 - | 2000 QB76                | 24 agosto 2000   | LINEAR       |
| 61566 - | 2000 QR76                | 24 agosto 2000   | LINEAR       |
| 61567 - | 2000 QW76                | 24 agosto 2000   | LINEAR       |
| 61568 - | 2000 QB77                | 24 agosto 2000   | LINEAR       |
| 61569 - | 2000 QL77                | 24 agosto 2000   | LINEAR       |
| 61570 - | 2000 QQ77                | 24 agosto 2000   | LINEAR       |
| 61571 - | 2000 QD78                | 24 agosto 2000   | LINEAR       |
| 61572 - | 2000 QA79                | 24 agosto 2000   | LINEAR       |
| 61573 - | 2000 QB79                | 24 agosto 2000   | LINEAR       |
| 61574 - | 2000 QE79                | 24 agosto 2000   | LINEAR       |
| 61575 - | 2000 QW79                | 24 agosto 2000   | LINEAR       |
| 61576 - | 2000 QG80                | 24 agosto 2000   | LINEAR       |
| 61577 - | 2000 QL81                | 24 agosto 2000   | LINEAR       |
| 61578 - | 2000 QU81                | 24 agosto 2000   | LINEAR       |
| 61579 - | 2000 QZ81                | 24 agosto 2000   | LINEAR       |
| 61580 - | 2000 QP82                | 24 agosto 2000   | LINEAR       |
| 61581 - | 2000 QR82                | 24 agosto 2000   | LINEAR       |
| 61582 - | 2000 QX82                | 24 agosto 2000   | LINEAR       |
| 61583 - | 2000 QH83                | 24 agosto 2000   | LINEAR       |
| 61584 - | 2000 QR83                | 24 agosto 2000   | LINEAR       |
| 61585 - | 2000 QB84                | 24 agosto 2000   | LINEAR       |
| 61586 - | 2000 QC84                | 24 agosto 2000   | LINEAR       |
| 61587 - | 2000 QJ84                | 24 agosto 2000   | LINEAR       |
| 61588 - | 2000 QD85                | 25 agosto 2000   | LINEAR       |
| 61589 - | 2000 QL85                | 25 agosto 2000   | LINEAR       |
| 61590 - | 2000 QR85                | 25 agosto 2000   | LINEAR       |
| 61591 - | 2000 QS86                | 25 agosto 2000   | LINEAR       |
| 61592 - | 2000 QT86                | 25 agosto 2000   | LINEAR       |
| 61593 - | 2000 QZ87                | 25 agosto 2000   | LINEAR       |
| 61594 - | 2000 QB88                | 25 agosto 2000   | LINEAR       |
| 61595 - | 2000 QT89                | 25 agosto 2000   | LINEAR       |
| 61596 - | 2000 QV89                | 25 agosto 2000   | LINEAR       |
| 61597 - | 2000 QW90                | 25 agosto 2000   | LINEAR       |
| 61598 - | 2000 QJ91                | 25 agosto 2000   | LINEAR       |
| 61599 - | 2000 QR91                | 25 agosto 2000   | LINEAR       |
| 61600 - | 2000 QS91                | 25 agosto 2000   | LINEAR       |

## 61601-61700
| Nome    | Designazione provvisoria | Data di scoperta | Scopritore             |
| ------- | ------------------------ | ---------------- | ---------------------- |
| 61601 - | 2000 QW91                | 25 agosto 2000   | LINEAR                 |
| 61602 - | 2000 QB92                | 25 agosto 2000   | LINEAR                 |
| 61603 - | 2000 QL92                | 25 agosto 2000   | LINEAR                 |
| 61604 - | 2000 QO92                | 25 agosto 2000   | LINEAR                 |
| 61605 - | 2000 QQ92                | 25 agosto 2000   | LINEAR                 |
| 61606 - | 2000 QR92                | 25 agosto 2000   | LINEAR                 |
| 61607 - | 2000 QD93                | 25 agosto 2000   | LINEAR                 |
| 61608 - | 2000 QQ93                | 26 agosto 2000   | LINEAR                 |
| 61609 - | 2000 QQ94                | 26 agosto 2000   | LINEAR                 |
| 61610 - | 2000 QK95                | 26 agosto 2000   | LINEAR                 |
| 61611 - | 2000 QR96                | 28 agosto 2000   | LINEAR                 |
| 61612 - | 2000 QC97                | 28 agosto 2000   | LINEAR                 |
| 61613 - | 2000 QY97                | 28 agosto 2000   | LINEAR                 |
| 61614 - | 2000 QC98                | 28 agosto 2000   | LINEAR                 |
| 61615 - | 2000 QE98                | 28 agosto 2000   | LINEAR                 |
| 61616 - | 2000 QH98                | 28 agosto 2000   | LINEAR                 |
| 61617 - | 2000 QJ98                | 28 agosto 2000   | LINEAR                 |
| 61618 - | 2000 QT98                | 28 agosto 2000   | LINEAR                 |
| 61619 - | 2000 QA99                | 28 agosto 2000   | LINEAR                 |
| 61620 - | 2000 QW100               | 28 agosto 2000   | LINEAR                 |
| 61621 - | 2000 QY100               | 28 agosto 2000   | LINEAR                 |
| 61622 - | 2000 QD101               | 28 agosto 2000   | LINEAR                 |
| 61623 - | 2000 QP101               | 28 agosto 2000   | LINEAR                 |
| 61624 - | 2000 QQ101               | 28 agosto 2000   | LINEAR                 |
| 61625 - | 2000 QW101               | 28 agosto 2000   | LINEAR                 |
| 61626 - | 2000 QA102               | 28 agosto 2000   | LINEAR                 |
| 61627 - | 2000 QD102               | 28 agosto 2000   | LINEAR                 |
| 61628 - | 2000 QF102               | 28 agosto 2000   | LINEAR                 |
| 61629 - | 2000 QK102               | 28 agosto 2000   | LINEAR                 |
| 61630 - | 2000 QP102               | 28 agosto 2000   | LINEAR                 |
| 61631 - | 2000 QX102               | 28 agosto 2000   | LINEAR                 |
| 61632 - | 2000 QZ102               | 28 agosto 2000   | LINEAR                 |
| 61633 - | 2000 QG103               | 28 agosto 2000   | LINEAR                 |
| 61634 - | 2000 QY103               | 28 agosto 2000   | LINEAR                 |
| 61635 - | 2000 QA104               | 28 agosto 2000   | LINEAR                 |
| 61636 - | 2000 QD104               | 28 agosto 2000   | LINEAR                 |
| 61637 - | 2000 QJ104               | 28 agosto 2000   | LINEAR                 |
| 61638 - | 2000 QO104               | 28 agosto 2000   | LINEAR                 |
| 61639 - | 2000 QX104               | 28 agosto 2000   | LINEAR                 |
| 61640 - | 2000 QT105               | 28 agosto 2000   | LINEAR                 |
| 61641 - | 2000 QS106               | 29 agosto 2000   | LINEAR                 |
| 61642 - | 2000 QE107               | 29 agosto 2000   | LINEAR                 |
| 61643 - | 2000 QN108               | 29 agosto 2000   | LINEAR                 |
| 61644 - | 2000 QE109               | 29 agosto 2000   | LINEAR                 |
| 61645 - | 2000 QT109               | 27 agosto 2000   | P. Kušnirák, P. Pravec |
| 61646 - | 2000 QC110               | 24 agosto 2000   | LINEAR                 |
| 61647 - | 2000 QJ110               | 24 agosto 2000   | LINEAR                 |
| 61648 - | 2000 QK111               | 24 agosto 2000   | LINEAR                 |
| 61649 - | 2000 QO111               | 24 agosto 2000   | LINEAR                 |
| 61650 - | 2000 QQ111               | 24 agosto 2000   | LINEAR                 |
| 61651 - | 2000 QW111               | 24 agosto 2000   | LINEAR                 |
| 61652 - | 2000 QO112               | 24 agosto 2000   | LINEAR                 |
| 61653 - | 2000 QU112               | 24 agosto 2000   | LINEAR                 |
| 61654 - | 2000 QB113               | 24 agosto 2000   | LINEAR                 |
| 61655 - | 2000 QF113               | 24 agosto 2000   | LINEAR                 |
| 61656 - | 2000 QR113               | 24 agosto 2000   | LINEAR                 |
| 61657 - | 2000 QZ113               | 24 agosto 2000   | LINEAR                 |
| 61658 - | 2000 QJ114               | 24 agosto 2000   | LINEAR                 |
| 61659 - | 2000 QK114               | 24 agosto 2000   | LINEAR                 |
| 61660 - | 2000 QP114               | 24 agosto 2000   | LINEAR                 |
| 61661 - | 2000 QC115               | 24 agosto 2000   | LINEAR                 |
| 61662 - | 2000 QQ115               | 25 agosto 2000   | LINEAR                 |
| 61663 - | 2000 QB116               | 26 agosto 2000   | LINEAR                 |
| 61664 - | 2000 QE116               | 28 agosto 2000   | LINEAR                 |
| 61665 - | 2000 QZ116               | 29 agosto 2000   | LINEAR                 |
| 61666 - | 2000 QS117               | 30 agosto 2000   | Farra d'Isonzo         |
| 61667 - | 2000 QD118               | 25 agosto 2000   | LINEAR                 |
| 61668 - | 2000 QF118               | 25 agosto 2000   | LINEAR                 |
| 61669 - | 2000 QR118               | 25 agosto 2000   | LINEAR                 |
| 61670 - | 2000 QA119               | 25 agosto 2000   | LINEAR                 |
| 61671 - | 2000 QH119               | 25 agosto 2000   | LINEAR                 |
| 61672 - | 2000 QQ120               | 25 agosto 2000   | LINEAR                 |
| 61673 - | 2000 QN121               | 25 agosto 2000   | LINEAR                 |
| 61674 - | 2000 QX121               | 25 agosto 2000   | LINEAR                 |
| 61675 - | 2000 QQ122               | 25 agosto 2000   | LINEAR                 |
| 61676 - | 2000 QM123               | 25 agosto 2000   | LINEAR                 |
| 61677 - | 2000 QC124               | 26 agosto 2000   | LINEAR                 |
| 61678 - | 2000 QE124               | 26 agosto 2000   | LINEAR                 |
| 61679 - | 2000 QH124               | 26 agosto 2000   | LINEAR                 |
| 61680 - | 2000 QJ124               | 26 agosto 2000   | LINEAR                 |
| 61681 - | 2000 QO124               | 29 agosto 2000   | LINEAR                 |
| 61682 - | 2000 QV124               | 29 agosto 2000   | LINEAR                 |
| 61683 - | 2000 QX125               | 31 agosto 2000   | LINEAR                 |
| 61684 - | 2000 QB126               | 31 agosto 2000   | LINEAR                 |
| 61685 - | 2000 QJ126               | 31 agosto 2000   | LINEAR                 |
| 61686 - | 2000 QV126               | 31 agosto 2000   | LINEAR                 |
| 61687 - | 2000 QY126               | 31 agosto 2000   | LINEAR                 |
| 61688 - | 2000 QC127               | 24 agosto 2000   | LINEAR                 |
| 61689 - | 2000 QH127               | 24 agosto 2000   | LINEAR                 |
| 61690 - | 2000 QV127               | 24 agosto 2000   | LINEAR                 |
| 61691 - | 2000 QV128               | 25 agosto 2000   | LINEAR                 |
| 61692 - | 2000 QE129               | 31 agosto 2000   | LINEAR                 |
| 61693 - | 2000 QT130               | 24 agosto 2000   | LINEAR                 |
| 61694 - | 2000 QB132               | 31 agosto 2000   | LINEAR                 |
| 61695 - | 2000 QD132               | 26 agosto 2000   | LINEAR                 |
| 61696 - | 2000 QL132               | 26 agosto 2000   | LINEAR                 |
| 61697 - | 2000 QR132               | 26 agosto 2000   | LINEAR                 |
| 61698 - | 2000 QU132               | 26 agosto 2000   | LINEAR                 |
| 61699 - | 2000 QV132               | 26 agosto 2000   | LINEAR                 |
| 61700 - | 2000 QG133               | 26 agosto 2000   | LINEAR                 |

## 61701-61800
| Nome    | Designazione provvisoria | Data di scoperta | Scopritore                  |
| ------- | ------------------------ | ---------------- | --------------------------- |
| 61701 - | 2000 QH133               | 26 agosto 2000   | LINEAR                      |
| 61702 - | 2000 QL133               | 26 agosto 2000   | LINEAR                      |
| 61703 - | 2000 QW133               | 26 agosto 2000   | LINEAR                      |
| 61704 - | 2000 QN134               | 26 agosto 2000   | LINEAR                      |
| 61705 - | 2000 QZ134               | 26 agosto 2000   | LINEAR                      |
| 61706 - | 2000 QD136               | 28 agosto 2000   | LINEAR                      |
| 61707 - | 2000 QU137               | 31 agosto 2000   | LINEAR                      |
| 61708 - | 2000 QF138               | 31 agosto 2000   | LINEAR                      |
| 61709 - | 2000 QM138               | 31 agosto 2000   | LINEAR                      |
| 61710 - | 2000 QQ138               | 31 agosto 2000   | LINEAR                      |
| 61711 - | 2000 QR139               | 31 agosto 2000   | LINEAR                      |
| 61712 - | 2000 QT139               | 31 agosto 2000   | LINEAR                      |
| 61713 - | 2000 QJ141               | 31 agosto 2000   | LINEAR                      |
| 61714 - | 2000 QW141               | 31 agosto 2000   | LINEAR                      |
| 61715 - | 2000 QX141               | 31 agosto 2000   | LINEAR                      |
| 61716 - | 2000 QC142               | 31 agosto 2000   | LINEAR                      |
| 61717 - | 2000 QU142               | 31 agosto 2000   | LINEAR                      |
| 61718 - | 2000 QY142               | 31 agosto 2000   | LINEAR                      |
| 61719 - | 2000 QK143               | 31 agosto 2000   | LINEAR                      |
| 61720 - | 2000 QM143               | 31 agosto 2000   | LINEAR                      |
| 61721 - | 2000 QT144               | 31 agosto 2000   | LINEAR                      |
| 61722 - | 2000 QY144               | 31 agosto 2000   | LINEAR                      |
| 61723 - | 2000 QJ145               | 31 agosto 2000   | LINEAR                      |
| 61724 - | 2000 QL145               | 31 agosto 2000   | LINEAR                      |
| 61725 - | 2000 QY145               | 31 agosto 2000   | LINEAR                      |
| 61726 - | 2000 QK146               | 31 agosto 2000   | LINEAR                      |
| 61727 - | 2000 QU146               | 31 agosto 2000   | LINEAR                      |
| 61728 - | 2000 QT147               | 31 agosto 2000   | LINEAR                      |
| 61729 - | 2000 QX147               | 31 agosto 2000   | LINEAR                      |
| 61730 - | 2000 QJ148               | 27 agosto 2000   | Uppsala-DLR Asteroid Survey |
| 61731 - | 2000 QV148               | 29 agosto 2000   | R. H. McNaught              |
| 61732 - | 2000 QB150               | 25 agosto 2000   | LINEAR                      |
| 61733 - | 2000 QU150               | 25 agosto 2000   | LINEAR                      |
| 61734 - | 2000 QA151               | 25 agosto 2000   | LINEAR                      |
| 61735 - | 2000 QQ151               | 26 agosto 2000   | LINEAR                      |
| 61736 - | 2000 QL152               | 29 agosto 2000   | LINEAR                      |
| 61737 - | 2000 QQ152               | 29 agosto 2000   | LINEAR                      |
| 61738 - | 2000 QS152               | 29 agosto 2000   | LINEAR                      |
| 61739 - | 2000 QT152               | 29 agosto 2000   | LINEAR                      |
| 61740 - | 2000 QD153               | 29 agosto 2000   | LINEAR                      |
| 61741 - | 2000 QK153               | 29 agosto 2000   | LINEAR                      |
| 61742 - | 2000 QM153               | 29 agosto 2000   | LINEAR                      |
| 61743 - | 2000 QV153               | 29 agosto 2000   | LINEAR                      |
| 61744 - | 2000 QD154               | 31 agosto 2000   | LINEAR                      |
| 61745 - | 2000 QF154               | 31 agosto 2000   | LINEAR                      |
| 61746 - | 2000 QB155               | 31 agosto 2000   | LINEAR                      |
| 61747 - | 2000 QJ155               | 31 agosto 2000   | LINEAR                      |
| 61748 - | 2000 QY155               | 31 agosto 2000   | LINEAR                      |
| 61749 - | 2000 QU156               | 31 agosto 2000   | LINEAR                      |
| 61750 - | 2000 QD157               | 31 agosto 2000   | LINEAR                      |
| 61751 - | 2000 QN157               | 31 agosto 2000   | LINEAR                      |
| 61752 - | 2000 QT157               | 31 agosto 2000   | LINEAR                      |
| 61753 - | 2000 QD159               | 31 agosto 2000   | LINEAR                      |
| 61754 - | 2000 QP159               | 31 agosto 2000   | LINEAR                      |
| 61755 - | 2000 QE160               | 31 agosto 2000   | LINEAR                      |
| 61756 - | 2000 QJ160               | 31 agosto 2000   | LINEAR                      |
| 61757 - | 2000 QS160               | 31 agosto 2000   | LINEAR                      |
| 61758 - | 2000 QA164               | 31 agosto 2000   | LINEAR                      |
| 61759 - | 2000 QB164               | 31 agosto 2000   | LINEAR                      |
| 61760 - | 2000 QG165               | 31 agosto 2000   | LINEAR                      |
| 61761 - | 2000 QS165               | 31 agosto 2000   | LINEAR                      |
| 61762 - | 2000 QT165               | 31 agosto 2000   | LINEAR                      |
| 61763 - | 2000 QF166               | 31 agosto 2000   | LINEAR                      |
| 61764 - | 2000 QT166               | 31 agosto 2000   | LINEAR                      |
| 61765 - | 2000 QA167               | 31 agosto 2000   | LINEAR                      |
| 61766 - | 2000 QX167               | 31 agosto 2000   | LINEAR                      |
| 61767 - | 2000 QB168               | 31 agosto 2000   | LINEAR                      |
| 61768 - | 2000 QK168               | 31 agosto 2000   | LINEAR                      |
| 61769 - | 2000 QM168               | 31 agosto 2000   | LINEAR                      |
| 61770 - | 2000 QE170               | 31 agosto 2000   | LINEAR                      |
| 61771 - | 2000 QJ170               | 31 agosto 2000   | LINEAR                      |
| 61772 - | 2000 QL170               | 31 agosto 2000   | LINEAR                      |
| 61773 - | 2000 QJ171               | 31 agosto 2000   | LINEAR                      |
| 61774 - | 2000 QV171               | 31 agosto 2000   | LINEAR                      |
| 61775 - | 2000 QK172               | 31 agosto 2000   | LINEAR                      |
| 61776 - | 2000 QP172               | 31 agosto 2000   | LINEAR                      |
| 61777 - | 2000 QW172               | 31 agosto 2000   | LINEAR                      |
| 61778 - | 2000 QA174               | 31 agosto 2000   | LINEAR                      |
| 61779 - | 2000 QV174               | 31 agosto 2000   | LINEAR                      |
| 61780 - | 2000 QQ175               | 31 agosto 2000   | LINEAR                      |
| 61781 - | 2000 QH177               | 31 agosto 2000   | LINEAR                      |
| 61782 - | 2000 QN177               | 31 agosto 2000   | LINEAR                      |
| 61783 - | 2000 QU177               | 31 agosto 2000   | LINEAR                      |
| 61784 - | 2000 QL178               | 31 agosto 2000   | LINEAR                      |
| 61785 - | 2000 QM178               | 31 agosto 2000   | LINEAR                      |
| 61786 - | 2000 QZ178               | 31 agosto 2000   | LINEAR                      |
| 61787 - | 2000 QK179               | 31 agosto 2000   | LINEAR                      |
| 61788 - | 2000 QP181               | 31 agosto 2000   | LINEAR                      |
| 61789 - | 2000 QM182               | 31 agosto 2000   | LINEAR                      |
| 61790 - | 2000 QO182               | 31 agosto 2000   | LINEAR                      |
| 61791 - | 2000 QV182               | 31 agosto 2000   | LINEAR                      |
| 61792 - | 2000 QA183               | 31 agosto 2000   | LINEAR                      |
| 61793 - | 2000 QB183               | 31 agosto 2000   | LINEAR                      |
| 61794 - | 2000 QD183               | 24 agosto 2000   | LINEAR                      |
| 61795 - | 2000 QF183               | 24 agosto 2000   | LINEAR                      |
| 61796 - | 2000 QM183               | 24 agosto 2000   | LINEAR                      |
| 61797 - | 2000 QO183               | 25 agosto 2000   | LINEAR                      |
| 61798 - | 2000 QY183               | 26 agosto 2000   | LINEAR                      |
| 61799 - | 2000 QC184               | 26 agosto 2000   | LINEAR                      |
| 61800 - | 2000 QU184               | 26 agosto 2000   | LINEAR                      |

## 61801-61900
| Nome    | Designazione provvisoria | Data di scoperta | Scopritore |
| ------- | ------------------------ | ---------------- | ---------- |
| 61801 - | 2000 QV184               | 26 agosto 2000   | LINEAR     |
| 61802 - | 2000 QA185               | 26 agosto 2000   | LINEAR     |
| 61803 - | 2000 QL185               | 26 agosto 2000   | LINEAR     |
| 61804 - | 2000 QO185               | 26 agosto 2000   | LINEAR     |
| 61805 - | 2000 QR185               | 26 agosto 2000   | LINEAR     |
| 61806 - | 2000 QZ185               | 26 agosto 2000   | LINEAR     |
| 61807 - | 2000 QC186               | 26 agosto 2000   | LINEAR     |
| 61808 - | 2000 QD187               | 26 agosto 2000   | LINEAR     |
| 61809 - | 2000 QG187               | 26 agosto 2000   | LINEAR     |
| 61810 - | 2000 QM187               | 26 agosto 2000   | LINEAR     |
| 61811 - | 2000 QQ187               | 26 agosto 2000   | LINEAR     |
| 61812 - | 2000 QP189               | 26 agosto 2000   | LINEAR     |
| 61813 - | 2000 QQ189               | 26 agosto 2000   | LINEAR     |
| 61814 - | 2000 QX189               | 26 agosto 2000   | LINEAR     |
| 61815 - | 2000 QZ189               | 26 agosto 2000   | LINEAR     |
| 61816 - | 2000 QR190               | 26 agosto 2000   | LINEAR     |
| 61817 - | 2000 QV190               | 26 agosto 2000   | LINEAR     |
| 61818 - | 2000 QW190               | 26 agosto 2000   | LINEAR     |
| 61819 - | 2000 QT191               | 26 agosto 2000   | LINEAR     |
| 61820 - | 2000 QV191               | 26 agosto 2000   | LINEAR     |
| 61821 - | 2000 QW191               | 26 agosto 2000   | LINEAR     |
| 61822 - | 2000 QF192               | 26 agosto 2000   | LINEAR     |
| 61823 - | 2000 QF193               | 29 agosto 2000   | LINEAR     |
| 61824 - | 2000 QU193               | 29 agosto 2000   | LINEAR     |
| 61825 - | 2000 QV193               | 29 agosto 2000   | LINEAR     |
| 61826 - | 2000 QC194               | 31 agosto 2000   | LINEAR     |
| 61827 - | 2000 QZ194               | 26 agosto 2000   | LINEAR     |
| 61828 - | 2000 QC195               | 26 agosto 2000   | LINEAR     |
| 61829 - | 2000 QL195               | 26 agosto 2000   | LINEAR     |
| 61830 - | 2000 QA196               | 28 agosto 2000   | LINEAR     |
| 61831 - | 2000 QB196               | 28 agosto 2000   | LINEAR     |
| 61832 - | 2000 QL196               | 29 agosto 2000   | LINEAR     |
| 61833 - | 2000 QM196               | 29 agosto 2000   | LINEAR     |
| 61834 - | 2000 QS196               | 29 agosto 2000   | LINEAR     |
| 61835 - | 2000 QX196               | 29 agosto 2000   | LINEAR     |
| 61836 - | 2000 QA197               | 29 agosto 2000   | LINEAR     |
| 61837 - | 2000 QC197               | 29 agosto 2000   | LINEAR     |
| 61838 - | 2000 QL197               | 29 agosto 2000   | LINEAR     |
| 61839 - | 2000 QA198               | 29 agosto 2000   | LINEAR     |
| 61840 - | 2000 QL198               | 29 agosto 2000   | LINEAR     |
| 61841 - | 2000 QW199               | 29 agosto 2000   | LINEAR     |
| 61842 - | 2000 QE200               | 29 agosto 2000   | LINEAR     |
| 61843 - | 2000 QT200               | 29 agosto 2000   | LINEAR     |
| 61844 - | 2000 QU200               | 29 agosto 2000   | LINEAR     |
| 61845 - | 2000 QW200               | 29 agosto 2000   | LINEAR     |
| 61846 - | 2000 QH201               | 29 agosto 2000   | LINEAR     |
| 61847 - | 2000 QW201               | 29 agosto 2000   | LINEAR     |
| 61848 - | 2000 QG202               | 29 agosto 2000   | LINEAR     |
| 61849 - | 2000 QP202               | 29 agosto 2000   | LINEAR     |
| 61850 - | 2000 QZ202               | 29 agosto 2000   | LINEAR     |
| 61851 - | 2000 QA204               | 29 agosto 2000   | LINEAR     |
| 61852 - | 2000 QB204               | 29 agosto 2000   | LINEAR     |
| 61853 - | 2000 QO204               | 31 agosto 2000   | LINEAR     |
| 61854 - | 2000 QQ204               | 31 agosto 2000   | LINEAR     |
| 61855 - | 2000 QE205               | 31 agosto 2000   | LINEAR     |
| 61856 - | 2000 QJ205               | 31 agosto 2000   | LINEAR     |
| 61857 - | 2000 QL205               | 31 agosto 2000   | LINEAR     |
| 61858 - | 2000 QM205               | 31 agosto 2000   | LINEAR     |
| 61859 - | 2000 QS205               | 31 agosto 2000   | LINEAR     |
| 61860 - | 2000 QT205               | 31 agosto 2000   | LINEAR     |
| 61861 - | 2000 QA207               | 31 agosto 2000   | LINEAR     |
| 61862 - | 2000 QA208               | 31 agosto 2000   | LINEAR     |
| 61863 - | 2000 QJ208               | 31 agosto 2000   | LINEAR     |
| 61864 - | 2000 QL208               | 31 agosto 2000   | LINEAR     |
| 61865 - | 2000 QO210               | 31 agosto 2000   | LINEAR     |
| 61866 - | 2000 QE211               | 31 agosto 2000   | LINEAR     |
| 61867 - | 2000 QQ211               | 31 agosto 2000   | LINEAR     |
| 61868 - | 2000 QN212               | 31 agosto 2000   | LINEAR     |
| 61869 - | 2000 QO212               | 31 agosto 2000   | LINEAR     |
| 61870 - | 2000 QV212               | 31 agosto 2000   | LINEAR     |
| 61871 - | 2000 QE213               | 31 agosto 2000   | LINEAR     |
| 61872 - | 2000 QH213               | 31 agosto 2000   | LINEAR     |
| 61873 - | 2000 QN213               | 31 agosto 2000   | LINEAR     |
| 61874 - | 2000 QX213               | 31 agosto 2000   | LINEAR     |
| 61875 - | 2000 QS214               | 31 agosto 2000   | LINEAR     |
| 61876 - | 2000 QN215               | 31 agosto 2000   | LINEAR     |
| 61877 - | 2000 QU215               | 31 agosto 2000   | LINEAR     |
| 61878 - | 2000 QD216               | 31 agosto 2000   | LINEAR     |
| 61879 - | 2000 QQ216               | 31 agosto 2000   | LINEAR     |
| 61880 - | 2000 QC217               | 31 agosto 2000   | LINEAR     |
| 61881 - | 2000 QS217               | 31 agosto 2000   | LINEAR     |
| 61882 - | 2000 QA218               | 31 agosto 2000   | LINEAR     |
| 61883 - | 2000 QU218               | 20 agosto 2000   | LONEOS     |
| 61884 - | 2000 QJ219               | 20 agosto 2000   | LONEOS     |
| 61885 - | 2000 QN219               | 20 agosto 2000   | LONEOS     |
| 61886 - | 2000 QV219               | 20 agosto 2000   | LONEOS     |
| 61887 - | 2000 QF220               | 21 agosto 2000   | LONEOS     |
| 61888 - | 2000 QO220               | 21 agosto 2000   | LONEOS     |
| 61889 - | 2000 QL221               | 21 agosto 2000   | LONEOS     |
| 61890 - | 2000 QZ221               | 21 agosto 2000   | LONEOS     |
| 61891 - | 2000 QO222               | 21 agosto 2000   | LONEOS     |
| 61892 - | 2000 QQ222               | 21 agosto 2000   | LONEOS     |
| 61893 - | 2000 QX222               | 21 agosto 2000   | LONEOS     |
| 61894 - | 2000 QT224               | 26 agosto 2000   | NEAT       |
| 61895 - | 2000 QV224               | 26 agosto 2000   | NEAT       |
| 61896 - | 2000 QG227               | 31 agosto 2000   | LINEAR     |
| 61897 - | 2000 QY227               | 31 agosto 2000   | LINEAR     |
| 61898 - | 2000 QZ227               | 31 agosto 2000   | LINEAR     |
| 61899 - | 2000 QN228               | 31 agosto 2000   | LINEAR     |
| 61900 - | 2000 QQ228               | 31 agosto 2000   | LINEAR     |

## 61901-62000
| Nome          | Designazione provvisoria | Data di scoperta | Scopritore  |
| ------------- | ------------------------ | ---------------- | ----------- |
| 61901 -       | 2000 QX228               | 31 agosto 2000   | LINEAR      |
| 61902 -       | 2000 QH229               | 31 agosto 2000   | LINEAR      |
| 61903 -       | 2000 QA230               | 31 agosto 2000   | LINEAR      |
| 61904 -       | 2000 QD230               | 31 agosto 2000   | LINEAR      |
| 61905 -       | 2000 QF230               | 31 agosto 2000   | LINEAR      |
| 61906 -       | 2000 QJ230               | 31 agosto 2000   | LINEAR      |
| 61907 -       | 2000 QK230               | 31 agosto 2000   | LINEAR      |
| 61908 -       | 2000 QT230               | 31 agosto 2000   | LINEAR      |
| 61909 -       | 2000 QR231               | 29 agosto 2000   | LINEAR      |
| 61910 -       | 2000 QW243               | 21 agosto 2000   | LONEOS      |
| 61911 -       | 2000 QP244               | 25 agosto 2000   | M. W. Buie  |
| 61912 Storrs  | 2000 QC247               | 27 agosto 2000   | M. W. Buie  |
| 61913 Lanning | 2000 QJ248               | 28 agosto 2000   | M. W. Buie  |
| 61914 -       | 2000 RK                  | 1 settembre 2000 | LINEAR      |
| 61915 -       | 2000 RO                  | 1 settembre 2000 | LINEAR      |
| 61916 -       | 2000 RB1                 | 1 settembre 2000 | LINEAR      |
| 61917 -       | 2000 RH1                 | 1 settembre 2000 | LINEAR      |
| 61918 -       | 2000 RR1                 | 1 settembre 2000 | LINEAR      |
| 61919 -       | 2000 RU1                 | 1 settembre 2000 | LINEAR      |
| 61920 -       | 2000 RV1                 | 1 settembre 2000 | LINEAR      |
| 61921 -       | 2000 RW1                 | 1 settembre 2000 | LINEAR      |
| 61922 -       | 2000 RA2                 | 1 settembre 2000 | LINEAR      |
| 61923 -       | 2000 RF2                 | 1 settembre 2000 | LINEAR      |
| 61924 -       | 2000 RL2                 | 1 settembre 2000 | LINEAR      |
| 61925 -       | 2000 RA3                 | 1 settembre 2000 | LINEAR      |
| 61926 -       | 2000 RN3                 | 1 settembre 2000 | LINEAR      |
| 61927 -       | 2000 RZ3                 | 1 settembre 2000 | LINEAR      |
| 61928 -       | 2000 RP4                 | 1 settembre 2000 | LINEAR      |
| 61929 -       | 2000 RB5                 | 1 settembre 2000 | LINEAR      |
| 61930 -       | 2000 RP5                 | 1 settembre 2000 | LINEAR      |
| 61931 -       | 2000 RS5                 | 1 settembre 2000 | LINEAR      |
| 61932 -       | 2000 RN6                 | 1 settembre 2000 | LINEAR      |
| 61933 -       | 2000 RR6                 | 1 settembre 2000 | LINEAR      |
| 61934 -       | 2000 RA7                 | 1 settembre 2000 | LINEAR      |
| 61935 -       | 2000 RT7                 | 1 settembre 2000 | LINEAR      |
| 61936 -       | 2000 RZ7                 | 1 settembre 2000 | LINEAR      |
| 61937 -       | 2000 RK9                 | 1 settembre 2000 | LINEAR      |
| 61938 -       | 2000 RT9                 | 1 settembre 2000 | LINEAR      |
| 61939 -       | 2000 RA11                | 1 settembre 2000 | LINEAR      |
| 61940 -       | 2000 RB11                | 1 settembre 2000 | LINEAR      |
| 61941 -       | 2000 RE11                | 1 settembre 2000 | LINEAR      |
| 61942 -       | 2000 RP12                | 2 settembre 2000 | K. Korlević |
| 61943 -       | 2000 RT12                | 1 settembre 2000 | LINEAR      |
| 61944 -       | 2000 RM13                | 1 settembre 2000 | LINEAR      |
| 61945 -       | 2000 RO13                | 1 settembre 2000 | LINEAR      |
| 61946 -       | 2000 RQ13                | 1 settembre 2000 | LINEAR      |
| 61947 -       | 2000 RG14                | 1 settembre 2000 | LINEAR      |
| 61948 -       | 2000 RA15                | 1 settembre 2000 | LINEAR      |
| 61949 -       | 2000 RL16                | 1 settembre 2000 | LINEAR      |
| 61950 -       | 2000 RQ16                | 1 settembre 2000 | LINEAR      |
| 61951 -       | 2000 RE17                | 1 settembre 2000 | LINEAR      |
| 61952 -       | 2000 RG17                | 1 settembre 2000 | LINEAR      |
| 61953 -       | 2000 RK17                | 1 settembre 2000 | LINEAR      |
| 61954 -       | 2000 RB18                | 1 settembre 2000 | LINEAR      |
| 61955 -       | 2000 RK18                | 1 settembre 2000 | LINEAR      |
| 61956 -       | 2000 RS18                | 1 settembre 2000 | LINEAR      |
| 61957 -       | 2000 RE19                | 1 settembre 2000 | LINEAR      |
| 61958 -       | 2000 RR19                | 1 settembre 2000 | LINEAR      |
| 61959 -       | 2000 RS19                | 1 settembre 2000 | LINEAR      |
| 61960 -       | 2000 RV19                | 1 settembre 2000 | LINEAR      |
| 61961 -       | 2000 RC20                | 1 settembre 2000 | LINEAR      |
| 61962 -       | 2000 RV20                | 1 settembre 2000 | LINEAR      |
| 61963 -       | 2000 RY20                | 1 settembre 2000 | LINEAR      |
| 61964 -       | 2000 RQ21                | 1 settembre 2000 | LINEAR      |
| 61965 -       | 2000 RS22                | 1 settembre 2000 | LINEAR      |
| 61966 -       | 2000 RU22                | 1 settembre 2000 | LINEAR      |
| 61967 -       | 2000 RV23                | 1 settembre 2000 | LINEAR      |
| 61968 -       | 2000 RW23                | 1 settembre 2000 | LINEAR      |
| 61969 -       | 2000 RG24                | 1 settembre 2000 | LINEAR      |
| 61970 -       | 2000 RV24                | 1 settembre 2000 | LINEAR      |
| 61971 -       | 2000 RW24                | 1 settembre 2000 | LINEAR      |
| 61972 -       | 2000 RB26                | 1 settembre 2000 | LINEAR      |
| 61973 -       | 2000 RY26                | 1 settembre 2000 | LINEAR      |
| 61974 -       | 2000 RC27                | 1 settembre 2000 | LINEAR      |
| 61975 -       | 2000 RJ27                | 1 settembre 2000 | LINEAR      |
| 61976 -       | 2000 RS27                | 1 settembre 2000 | LINEAR      |
| 61977 -       | 2000 RK28                | 1 settembre 2000 | LINEAR      |
| 61978 -       | 2000 RN28                | 1 settembre 2000 | LINEAR      |
| 61979 -       | 2000 RO28                | 1 settembre 2000 | LINEAR      |
| 61980 -       | 2000 RZ29                | 1 settembre 2000 | LINEAR      |
| 61981 -       | 2000 RB30                | 1 settembre 2000 | LINEAR      |
| 61982 -       | 2000 RL30                | 1 settembre 2000 | LINEAR      |
| 61983 -       | 2000 RN30                | 1 settembre 2000 | LINEAR      |
| 61984 -       | 2000 RR30                | 1 settembre 2000 | LINEAR      |
| 61985 -       | 2000 RW30                | 1 settembre 2000 | LINEAR      |
| 61986 -       | 2000 RY30                | 1 settembre 2000 | LINEAR      |
| 61987 -       | 2000 RD31                | 1 settembre 2000 | LINEAR      |
| 61988 -       | 2000 RN32                | 1 settembre 2000 | LINEAR      |
| 61989 -       | 2000 RP32                | 1 settembre 2000 | LINEAR      |
| 61990 -       | 2000 RG33                | 1 settembre 2000 | LINEAR      |
| 61991 -       | 2000 RL33                | 1 settembre 2000 | LINEAR      |
| 61992 -       | 2000 RN33                | 1 settembre 2000 | LINEAR      |
| 61993 -       | 2000 RR33                | 1 settembre 2000 | LINEAR      |
| 61994 -       | 2000 RT33                | 1 settembre 2000 | LINEAR      |
| 61995 -       | 2000 RG34                | 1 settembre 2000 | LINEAR      |
| 61996 -       | 2000 RO34                | 1 settembre 2000 | LINEAR      |
| 61997 -       | 2000 RR34                | 1 settembre 2000 | LINEAR      |
| 61998 -       | 2000 RT34                | 1 settembre 2000 | LINEAR      |
| 61999 -       | 2000 RT35                | 2 settembre 2000 | LINEAR      |
| 62000 -       | 2000 RA36                | 3 settembre 2000 | Spacewatch  |